# Luís Miguel Rocha
Luís Miguel Rocha (Porto, 14 de fevereiro de 1976 - Mazarefes, 26 de março de 2015) foi um escritor português que se tornou bestseller do New York Times em 2009.

## Biografia
Foi estudante de História na Faculdade de Letras do Porto 2012. Começou a sua vida profissional como técnico da produtora que era responsável pelas missas da TVI, aos vinte anos de idade. Supervisionou guiões para produtores ingleses e nacionais e foi tradutor de livros e contos já publicados. Depois dedicou-se apenas à escrita.
Após sua morte, existem outras obras que estão reunidas no espólio do autor que está na posse da família e do seu curador e que no futuro poderão ser mostradas ao mundo e aos seus leitores.
Luís Miguel Rocha faleceu de doença prolongada em 26 de março de 2015. Tinha 39 anos.

## Literatura
Os seus livros são sucessos internacionais. Em O Último Papa, expõe uma teoria sobre a misteriosa morte de Albino Luciani, o Papa João Paulo I, envolvendo a loja maçónica italiana Propaganda Due (Loja P2, Propaganda Dois) e outras agências secretas internacionais, como a CIA. A 1 de novembro, quatro anos depois da entrada da edição americana de O Último Papa para o prestigiado top do The New York Times, a Porto Editora reedita a obra que valeu ao autor português Luís Miguel Rocha o sucesso internacional. 
O Último Papa vendeu mais de meio milhão de exemplares em todo o mundo e chega agora novamente às livrarias portuguesas, precisamente 35 anos depois da morte do Papa João Paulo I. Também a edição inglesa de A Mentira Sagrada (2011), thriller publicado originalmente pela Porto Editora, atingiu um top que serve de referência ao mercado internacional, o da revista The Bookseller. As obras de Luís Miguel Rocha estão publicadas em mais de trinta países. A Filha do Papa, de 2013, é o mais recente romance do autor e um dos mais vendidos este ano em Portugal. Luís Miguel Rocha trabalha, atualmente, num novo thriller, intitulado A Resignação.  
Na sequela deste livro, Bala Santa, Luís Miguel Rocha mostra uma outra tese, desta vez relacionada com o atentado a Karol Wojtyła, o Papa João Paulo II. Toda a trama desenrola-se no que esteve por de trás deste atentado, que pessoas da igreja estiveram envolvidas e qual o interesse em tal acontecimento. 
No Livro A Mentira Sagrada, suscita duas questões: Será que Jesus foi mesmo crucificado? Terá tudo acontecido como a Bíblia descreve? 
Na noite da sua eleição para o Trono de São Pedro, o Papa Bento XVI, como todos os seus antecessores, tem de ler um documento antigo que esconde o segredo mais bem guardado da História. Em Londres, um Evangelho misterioso na posse de um milionário israelita contém informações sobre esse segredo. 
Já no Livro A Filha do Papa a sua História segue em torno da questão: Será o antissemitismo a verdadeira razão para o Papa Pio XII não ter sido beatificado?
Quando Niklas, um jovem padre, é raptado, ninguém imagina que esse acontecimento é apenas o início de uma grande conspiração que tem como objetivo acabar com um dos segredos mais bem guardados do Vaticano. Rafael, um agente da Santa Sé fiel à sua Igreja e à sua fé, tem como missão descobrir quem se esconde por detrás de todos os crimes que se sucedem e evitar a todo o custo que algo aconteça à filha do Papa. Conseguirá Rafael ser uma vez mais bem-sucedido? Ou desta vez a Igreja Católica não será poupada?
No Livro Curiosidades do Vaticano, Livro Postumo, editado pela Porto Editora com textos do Autor, reunidos pelo seu Irmão Nuno Rocha, curador da sua obra. Mostra-nos Curiosidades como: - As mulheres que influenciaram os papas; - O interior do Palácio Apostólico; - O Papa implacável que transformou Roma; - As forças de segurança do Vaticano; - Os papas assassinados; - A história do Conclave.
A Virgem dá-nos conta do Portugal moribundo no tempo do Estado Novo, mais precisamente na década de trinta. Um país suspenso no tempo, deslumbrado com o estrangeiro, pobre em recursos e ideias. Centrado numa família privilegiada, outras famílias se lhe juntam. Assistimos aos seus ódios, amores, perdas e cumplicidades num enredo em que o trágico e o absurdo se cruzam. Numa intriga cheia de humor, através do olhar lúcido do narrador, são desmascaradas situações gritantes de injustiça e de exploração em que o abuso de poder de alguns grupos privilegiados se passeia livremente por um país sonâmbulo e decadente com a cumplicidade silenciosa da Igreja.

## Obras

### Série do Vaticano
- 2006 - O Último Papa, Saída de Emergência, ISBN 978-972-8839-69-7
- 2007 - Bala Santa, Paralelo 40, ISBN 978-989-8134-00-4
- 2011 - A Mentira Sagrada, Porto Editora, ISBN 978-972-0-04325-2
- 2013 - A Filha do Papa, Porto Editora, ISBN 978-972-0-04411-2
- 2018 - A Resignação, Porto Editora, ISBN 978-972-0-03092-4 (Póstumo)

### Outros
- 2005 - Um País Encantado, Planeta, ISBN 972-731-176-8
- 2009 - A Virgem, Mill Books, ISBN 978-989-8185-19-8
- 2016 - Curiosidades do Vaticano, Porto Editora, ISBN 978-972-0-04811-0 (Póstumo)